# 庫克冰原島峰
67°5′S 55°50′E / 67.083°S 55.833°E
庫克冰原島峰是南極洲的冰原島峰，位於恩德比地，處於施瓦茨山脈東北端，根據澳大利亞探險隊的空中照片繪入地圖，以地質學家命名。